# ویلیام پینکنی وایت
ویلیام پینکنی وایت (به انگلیسی: William Pinkney Whyte) سناتور سابق عضو حزب دموکرات ایالات متحده آمریکا بود. وی در سال ۱۸۶۸ تا ۱۸۶۹ و ۱۸۷۵ تا ۱۸۸۱ و ۱۹۰۶ تا ۱۹۰۸ میلادی سناتور ایالت مریلند در سنای ایالات متحده آمریکا بود.